# GPR3
GPR3, G-protein spregnuti receptor 3, je protein koji je kod čoveka kodiran GPR3 genom. Ovaj protein je transmembranski receptor koji učestvuje u prenosu signala.

## Funkcija
GPR3 aktivira adenilat ciklazu u odsustvu liganda. GPR3 je izražen u jajnim ćelijama sisara gde održava mejozno zadržavanje i smatra se da je komunikacioni link između jajnih ćelija i okružujućeg somatskog tkiva. Bilo je predloženo da su sfingozin 1-fosfat (S1P) i sfingozilfosforilholin (SPC) GPR3 ligandi,, međutim ti rezultati nisu potvrđeni testom β-arestin regrutovanja.

## Literatura
1. ↑  Marchese A, Docherty JM, Nguyen T, Heiber M, Cheng R, Heng HH, Tsui LC, Shi X, George SR, O'Dowd BF (1995). „Cloning of human genes encoding novel G protein-coupled receptors”. Genomics. 23 (3): 609—18. PMID 7851889. doi:10.1006/geno.1994.1549.
2. ↑  „Entrez Gene: GPR3 G protein-coupled receptor 3”.
3. ↑  Eggerickx D, Denef JF, Labbe O, Hayashi Y, Refetoff S, Vassart G, Parmentier M, Libert F (1995). „Molecular cloning of an orphan G-protein-coupled receptor that constitutively activates adenylate cyclase”. Biochem. J. 309 (Pt 3): 837—43. PMC 1135708 . PMID 7639700.
4. ↑  Mehlmann LM, Saeki Y, Tanaka S, Brennan TJ, Evsikov AV, Pendola FL, Knowles BB, Eppig JJ, Jaffe LA (2004). „The Gs-linked receptor GPR3 maintains meiotic arrest in mammalian oocytes”. Science (journal). 306 (5703): 1947—50. PMID 15591206. doi:10.1126/science.1103974.
5. ↑  Uhlenbrock K, Gassenhuber H, Kostenis E (2002). „Sphingosine 1-phosphate is a ligand of the human gpr3, gpr6 and gpr12 family of constitutively active G protein-coupled receptors”. Cell. Signal. 14 (11): 941—53. PMID 12220620. doi:10.1016/S0898-6568(02)00041-4.
6. ↑  Hinckley M, Vaccari S, Horner K, Chen R, Conti M (2005). „The G-protein-coupled receptors GPR3 and GPR12 are involved in cAMP signaling and maintenance of meiotic arrest in rodent oocytes”. Dev. Biol. 287 (2): 249—61. PMID 16229830. doi:10.1016/j.ydbio.2005.08.019.
7. ↑  Yin H, Chu A, Li W, Wang B, Shelton F, Otero F, Nguyen DG, Caldwell JS, Chen YA (2009). „Lipid G protein-coupled receptor ligand identification using beta-arrestin PathHunter assay”. J. Biol. Chem. 284 (18): 12328—38. PMC 2673301 . PMID 19286662. doi:10.1074/jbc.M806516200.

## Dodatna literatura
- Eggerickx D; Denef JF; Labbe O;  . (1995). „Molecular cloning of an orphan G-protein-coupled receptor that constitutively activates adenylate cyclase.”. Biochem. J. 309 (Pt 3): 837—43. PMC 1135708 . PMID 7639700.
- Iismaa TP; Kiefer J; Liu ML;  . (1995). „Isolation and chromosomal localization of a novel human G-protein-coupled receptor (GPR3) expressed predominantly in the central nervous system.”. Genomics. 24 (2): 391—4. PMID 7698767. doi:10.1006/geno.1994.1635.
- Heiber M; Docherty JM; Shah G;  . (1995). „Isolation of three novel human genes encoding G protein-coupled receptors.”. DNA Cell Biol. 14 (1): 25—35. PMID 7832990. doi:10.1089/dna.1995.14.25.
- Song ZH, Modi W, Bonner TI (1996). „Molecular cloning and chromosomal localization of human genes encoding three closely related G protein-coupled receptors.”. Genomics. 28 (2): 347—9. PMID 8530049. doi:10.1006/geno.1995.1154.
- Strausberg RL; Feingold EA; Grouse LH;  . (2003). „Generation and initial analysis of more than 15,000 full-length human and mouse cDNA sequences.”. Proc. Natl. Acad. Sci. U.S.A. 99 (26): 16899—903. PMC 139241 . PMID 12477932. doi:10.1073/pnas.242603899.
- Uhlenbrock K; Huber J; Ardati A;  . (2003). „Fluid shear stress differentially regulates gpr3, gpr6, and gpr12 expression in human umbilical vein endothelial cells.”. Cell. Physiol. Biochem. 13 (2): 75—84. PMID 12649592. doi:10.1159/000070251.
- Gerhard DS; Wagner L; Feingold EA;  . (2004). „The status, quality, and expansion of the NIH full-length cDNA project: the Mammalian Gene Collection (MGC).”. Genome Res. 14 (10B): 2121—7. PMC 528928 . PMID 15489334. doi:10.1101/gr.2596504.
- Gregory SG; Barlow KF; McLay KE;  . (2006). „The DNA sequence and biological annotation of human chromosome 1.”. Nature. 441 (7091): 315—21. PMID 16710414. doi:10.1038/nature04727.